# Křemelná (Šumava)
Křemelná (německy Kiesleiten Berg) je výrazná, 1125 m vysoká šumavská hora, tyčící se 5 km jižně od Hartmanic a 8 km západo-jihozápadně od Kašperských Hor.
Její jižní svahy se zařezávají do hlubokého údolí Křemelné, kterou stejnojmenná hora převyšuje o 350–450 výškových metrů. Pod západním svahem se nacházela obec Stodůlky, kdysi královácká rychta, po válce vylidněná a začleněná do vojenského výcvikového prostoru Dobrá Voda a v roce 1952 srovnaná se zemí.

## Přístup
Na vrchol Křemelné nevede žádná značená turistická stezka. Na severu ji obchází zelená značka, vedoucí z Dobré Vody do Rejštejna. Asi 500 metrů východně za rozcestím s modrou značkou se nachází louka Malý Babylon. Od ní odbočuje na jih neznačená cesta, vedoucí kolem Sněžných jam (zbytky šachet po dolování zlatonosného křemene, ve kterých vydrží sníh až do léta) na vrchol. Cesta od Malého Babylonu až na vrchol měří 1700 metrů s převýšením 135 metrů.